# Johann Gottfried Robbers
Johann Gottfried ('Han') Robbers (Rotterdam, 23 februari 1881 - Baarn, 30 december 1943) was een Nederlandse architect en ingenieur. Hij verwierf bekendheid als hoofdarchitect bij de Rijksgebouwendienst. Zijn naam komt in uiteenlopende publicaties in de volgende varianten voor: ir. Johan G. Robbers,  J.G. Robbers, Johan G. Robbers en Johan Godfrid Robbers.

## Levensloop
Robbers studeerde bouwkunde aan de toenmalige Technische Hogeschool in Delft, waar hij in 1905 zijn diploma bouwkundig ingenieur behaalde.
Van 1907 tot 1910 verbleef hij in Peking om in opdracht van de regering de gebouwen van het Nederlands gezantschap neer te zetten. Terug in Nederland werd hij in 1912 adjunct-architect van de Haagse Gemeentewerken. Twee jaar later, in 1914, werd hij adjunct-rijksbouwmeester voor de Justitiegebouwen om in 1923 hoofdarchitect te worden van de Rijksgebouwendienst.

## Lijst van bouwwerken
- Uitbreiding gevangenis Noordsingel aan de Noordsingel in Rotterdam.[2]
- Kantoor van Uitgevers-Maatschappij Elsvier aan de Spuistraat 151 in Amsterdam (1912).[3][4]
- Vier herenhuizen Belvédèreweg 1, 3, 5 en 7, in het Van Stolkpark in Den Haag (1912-1913).[noot 1][5][6]
- Monumentale villa, voor zijn oudere broer Herman Johan Robbers (1868-1937) gebouwd in Engelse Landschapsstijl met een rieten dakbedekking “De Nollen” plaatselijk aangeduid als C127 later Dennenlaantje 3 in Schoorl (1914).[noot 2][7]
- Zes dienstwoningen in Veenhuizen.[8]
- Enkele dienstwoningen voor het hoger personeel in Balkbrug (Hardenberg) bij het Rijksopvoedingsgesticht voor jongens.[9]
- Huis van Bewaring aan de Marktstraat 7 in Almelo (1926-1928).[10]
- Faculteit Technische Fysica van de TU Delft (1930).[11][12]
- Kantoor van de Octrooiraad aan het Willem Witsenplein in Den Haag (1933).[13]
- Postkantoor in Doorn (1936).[14]
- Het Stationspostgebouw en het Postkantoor aan de Oude Vest in Breda (1937). Het gebouw had twee voorgevels, omdat het en vanaf het spoor en vanaf de straat kon worden aanschouwd.[15]
- Zuidvleugel van het hoofdkantoor Postcheque- en Girodienst in Den Haag (1937-1938).[16]
- Rijks Post- en Telegraafgebouw met Telefooncentrale aan de Westhavenkade hoek Vossenstraat in Vlaardingen (1939).[17]

## Auteur
Robbers schreef ook over architectuur, onder meer in het door zijn vader opgerichte en door zijn broer Herman geredigeerde cultuurmagazine Elsevier's Geïllustreerd Maandschrift.
- Over de beeldhouwer Willem Coenraad Brouwer, in: Elsevier's Geïllustreerd Maandschrift, februari 1917.[18]
- Over de architect Johan Wilhelm Hanrath in: Elsevier's Geïllustreerd Maandschrift, juli 1917[19] (een van de weinigje contemporaine artikelen over deze architect).[20]
- Over een Tentoonstelling over bouwkunst en kunstnijverheid in de Haagse Kunstkring, in: het Bouwkundig Weekblad, 16 maart 1918.

## Persoonlijk
Hij is het jongste kind van de uitgever Jacobus George Robbers en de enige zoon die niet terecht kwam in zijn vaders uitgeverij (Elsevier). Hij is de broer van onder anderen Herman Robbers.
Robbers was twee keer gehuwd. Bij zijn overlijden met Geertruida Bosman (sinds 16 november 1933), daarvoor met Elise Albertine Francine Gostelie (sinds 19 augustus 1913), van wie hij zou scheiden.
Het is niet bekend of hij (verre) familie was van de architect C.L.M. Robbers, die vanuit Haarlem werkte en vooral kerken bouwde. 

## Archief
- Bouwtekeningen van Robbers liggen in het  tekeningenarchief van de Rijksgebouwendienst, dat wordt bewaard in het Nationaal Archief.